# Dracula: Origin
Dracula: Origin (с англ. — «Дракула: Начало») — приключенческая видеоигра, разработанная компанией Frogwares и выпущенная 29 мая 2008 года только для PC.

## Сюжет
Сюжет игры основан на романе Брэма Стокера «Дракула».
Главный герой — профессор Абрахам Ван Хельсинг, охотник на вампиров. Он получил письмо от своего ученика Джонатана Харкера, который определил расположение замка графа Дракулы и отправился туда, чтобы уничтожить вампира, а напоследок попросил Ван Хельсинга позаботиться о его невесте, Мине Мюррей. Ван Хельсинг пришёл к Мине и узнал от неё об удивительных убийствах по всему Лондону, после которых свидетели видели гигантскую летучую мышь. Сопоставив направления полета летучей мыши на карте, он увидел, что они пересекаются в районе заброшенного особняка Голдминг. Профессор проник в особняк, где нашел гроб и дневник Дракулы, из которого узнал, что граф ищет древний манускрипт, позволяющий ему воскресить его давно умершую любимую Ирину, переселив её душу в тело Мины. Ван Хельсинг вернулся к Мине, где встретил Дракулу, который успел её укусить и убежал.
Из дневника графа Ван Хельсинг узнал, что тот ищет гробницу жреца древнего египетского культа, в которой спрятан манускрипт. Профессор прибыл в Каир, где встретил целителя Геродота Иудейского, члена древнего ордена, охраняющего гробницу. Ван Хельсинг с помощью святых реликвий, которые ему дал Геродот, смог проникнуть в гробницу, где встретил бессмертного жреца-вампира, однако обнаружил, что Дракула опередил его и забрал манускрипт. В гробнице осталось несколько свитков, которые Ван Хельсинг забрал и принес Геродоту, надеясь, что тот сможет перевести их и в них будет описан способ вылечить Мину. Геродот заявил, что текст написан на древнем языке его ордена, которого он не знает, однако в венском аббатстве Сент-Каруссель живёт монах брат Альберто, знающий этот язык.
Ван Хельсинг прибыл в Вену, где остановился у графини Орловской, однако в аббатство его не пустили. В квартире графини был вход в библиотеку Венского университета, в которой, в свою очередь, находился тайный вход в аббатство. Оказалось, что монахи под влиянием Дракулы сошли с ума и начали поклоняться дьяволу, а умирающий брат Альберто — единственный, кто не покорился вампиру. Альберто не смог прочесть свиток, поскольку монахи выкололи его глаза, однако посоветовал уничтожить Дракулу, что освободит всех жертв от его влияния.
Ван Хельсинг вместе со своим учеником, доктором Джоном Сьюардом, отправился в Трансильванию, где находится замок Дракулы. Сьюард не смог отправиться в замок по болезни (его желудок не выдержал местной пищи), поэтому профессор сам проник туда, спрятавшись в бочке для вина, которую доставили в замок. Там он нейтрализовал слугу Дракулы Игоря и упокоил Джонатана Харкера, которого граф превратил в вампира, а также уничтожил невесту Дракулы Аду, после чего убил самого графа. Ритуал не был завершён, а Мина вылечилась от вампиризма.
В финальной сцене показана графиня Орловская, принимающая у себя незнакомца — живого Дракулу.

## Геймплей
Классическая игра point-and-click, наполненная поиском нужных предметов и разгадыванием загадок. Рассказ ведется от третьего лица с фиксированной камерой. В игре предусмотрена возможность воспользоваться подсказкой, отмечающей объекты, с которыми можно взаимодействовать.

## Оценки
| Сводный рейтинг | Сводный рейтинг |
| Агрегатор       | Оценка          |
| --------------- | --------------- |
| GameRankings    | 72,71 %         |

Dracula: Origin получила смешанные отзывы в Steam. Оценка на Metacritic — 70/100.

## Продолжение
23 ноября 2009 анонсировали начало разработки продолжения Dracula: Love Kills (укр. Дракула: Любовь убивает), которое вышло в июне 2011 года. Игровой процесс рассчитан на 6 часов + бонусное содержимое. В игре представлены более 40 локаций, лёгкий и трудный режимы, сложные головоломки, необязательный учебник, интерактивная карта, достижения и т. д.

### Сюжет
Дракула проснулся после нескольких лет восстановления, однако ослаб и потерял свои вампирские силы. Он узнал о том, что королева вампиров похитила Мину и стремится завоевать мир. Уничтожить королеву может только кинжал, спрятанный в гробнице рыцарей ордена Дракона, к которому принадлежал отец Дракулы. Чтобы получить кинжал, Дракула был вынужден объединиться с Ван Хельсингом, и вместе они отправились искать щиты рыцарей ордена, необходимые для снятия защитного заклятия, окружающего кинжал. Они побывали в разных местах мира, включая Лондон, Венецию, Париж, Новый Орлеан и храм ацтеков, где столкнулись с девушками, которые служат королеве. У Дракулы есть выбор: отпустить девушку или превратить её в вампира. После уничтожения Королевы возможны 2 концовки, которые зависят от того, скольких девушек Дракула отпустил или превратил:
- Дракула смирился с тем, что Мина его никогда не полюбит, и отпустил её с Ван Хельсингом.
- Дракула приказал своему слуге Игорю убить Ван Хельсинга и тот бросился на профессора с палкой. После этого Дракула покорил Мину своей воле, и она его полюбила.

После прохождения основного сюжета доступен дополнительный контент. Дракула вместе с Ван Хельсингом или Миной отправились в Париж, чтобы найти могущественный артефакт, который был источником силы королевы. В подземельях под старым театром они обнаружили храм Плутона, в котором находился артефакт. Дополнение также имеет 2 концовки:
- Дракула отдал артефакт Ван Хельсингу и тот передал его Ватикану на хранение.
- Дракулу и Мину встретил Ван Хельсинг, уцелевший после нападения Игоря, но граф убил его лучом, выпущенным из артефакта.

### Отзывы
Dracula: Love Kills получила преимущественно положительные отзывы в Steam.